# 甘美な再会 〜思い出の恋人と小悪魔女子高生〜
『甘美な再会 〜思い出の恋人と小悪魔女子高生〜』は、伊吹泰郎によるジュブナイルポルノ。イラストはロッコが担当。

## あらすじ
とある女子高に美術教師として勤務する小金井岳は、いまだに学生時代に別れた恋人・藤村明日香が忘れられずにいた。そんな中、教え子の大河内紫音にアプローチを受けながらも、どこか恋愛に積極的になれずにいた。しかし、そんな矢先に明日香との再会を果たし、それをきっかけに彼ら3人の日常が変わっていく。

## 登場人物
小金井岳（こがねい たける）
本作の主人公。女子高の美術教師。
学生時代は悪乗りしやすい性格だったが、数年前に別れた恋人の魅力を未だに忘れられず、恋人を作れないでいる。
藤村明日香（ふじむら あすか）
本作のヒロイン。岳の元恋人にして、初体験の相手。
学生時代から優等生で控えめながらも、柔らかい物腰で人を惹きつける雰囲気がある。現在は喫茶店「グレーテル」の店長をしている。
大河内紫音（おおこうち しおん）
美術部に所属する少女。
明るく元気な性格。しばしば岳をドキリとさせるような小悪魔っぽい言動をする。

## 書籍
- 伊吹泰郎 『甘美な再会 〜思い出の恋人と小悪魔女子高生〜』リアルドリーム文庫（キルタイムコミュニケーション）、全1巻
  1. 2012年12月4日発売 ISBN 978-4-7992-0341-5[1]